# Клапчук Михайло Миколайович
Миха́йло Миколайович Клапчу́к (25 лютого 1920, село Корнич, Коломийський район, Івано-Франківська область — 5  серпня 1984, смт Делятин, Надвірнянський район, Івано-Франківська область) — український етнограф, археолог, геолог, краєзнавець, історик.

## Життєпис
Михайло Миколайович Клапчук народився 25 лютого 1920 року в селі Корнич на Коломийщині. Навчався у Коломийській гімназії, тоді проявив інтерес до історії, зокрема, рідного краю. Особливо його приваблювала археологія. Самостійно простудіював монографію відомого західноукраїнського археолога Ярослава Пастернака «Коротка археологія західноукраїнських земель» і вже в 15 років зробив свої перші відкриття, зібравши зразки кераміки трипільської культури, які, вивчивши, передав Коломийському музею.
Згодом з іншими сільськими хлопцями брав участь в археологічних розкопках, які проводив на Коломийщині професор Ярослав Пастернак. Учений запримітив допитливого хлопця і запросив на навчання до Львівського університету. Студентом став членом ОУН, згодом провідником Центрального Союзу українських студентів та заступником редактора часопису «Студентський вісник». Обдарований юнак не лише успішно навчається, але й займається археологічними дослідженнями. Будучи студентом, відкрив 22 верхньопалеонтичні та мезолітичні стоянки на Коломийщині і Городенківщині.
Війна перервала навчання, повертається додому. Тут активно включається у підпільну діяльність ОУН. Коломийський окружний провід, яким керує Василь Андрусяк, доручає йому очолити військову розвідку, а згодом — військову референтуру обласного проводу. Він організовує вишкіл добровольців, і в березні 1944 р. в с. Вербіж засновує інститут націоналістичної освіти, де читає лекції для слухачів. 22 червня 1944 р. у районі с. Тростянка енкаведистам вдалося затримати трьох озброєних вояків УПА. Один з них назвався Брустярником з Уторопів. Але припертий фактом, змушений був зізнатися, що його справжнє прізвище Клапчук. Радянський «гуманний» суд дав йому 10 років концтаборів і 5 років позбавлення прав. Покарання відбував у «Степлагу» у Джезказгані, де утримувалось до 10000 в'язнів. Але страшні умови не зламали молодого патріота.
Після звільнення з таборів заслання відбував у м. Караганді. Тут йому вдалося влаштуватися на роботу в геологічне управління. Заочно вчився в Карагандинському педінституті, працював після звільнення в Центральноказахстанській геологорозвідувальній партії. У непростих умовах заслання проявився його талант ученого і дослідника. Він вивчає геологію, палеоботаніку цього суворого краю, але весь свій вільний час віддає археологічним дослідженням Центрального Казахстану і заочно навчається у педінституті. За 15 років він дослідив понад 300 стоянок первісної людини в казахстанських степах. Зроблені археологічні відкриття лягли в основу кандидатської дисертації «Палеоліот Центрального Казахстану», яку схвально зустріли в наукових колах. Однак до захисту не дійшло. Очевидно, що на перешкоді стало минуле дисертанта. А неблагонадійних в радянську науку не допускали.
У 1969 р. Михайло Клапчук повертається в Україну. Поселяється в Делятині, звідки родом його дружина. Працював фотографом у Делятинському лісокомбінаті. У вільний час займався улюбленою справою — краєзнавством і археологією. Він відкриває і досліджує пам'ятки археології не лише на Делятинщині, але й в Тлумацькому та Городенківському районах. Із 74-х пам'яток археології Надвірнянського району та Яремчанської міськради, що включені до Державного реєстру пам'яток, 47 відкрив і дослідив особисто М. Клапчук, або брав безпосередню участь. Всього вчений відкрив понад 170 археологічних пам'яток. Збирав краєзнавчі та етнографічні матеріали про рідне село Корнич, проводив тут розкопки, написав багато наукових розвідок про матеріальну культуру гуцулів, які опублікував в 1975–1980 роках на сторінках обласної молодіжної газети «Комсомольський прапор».
На рідній землі особливо проявився його різнобічний науковий інтерес. Він не обмежується лише археологією, але й творчо працює в царині етнографії, збирає народний фольклор. Михайло Клапчук зібрав 1700 архівних документів, до сотні старовинних поштових листівок, фотографій, що мали відношення до історії краю, записав понад 500 народних пісень. У його колекції сотні вишивок, писанок, печаток. На основі зібраних матеріалів пише наукові та науково-популярні статті, які друкуються в місцевій та центральній пресі.

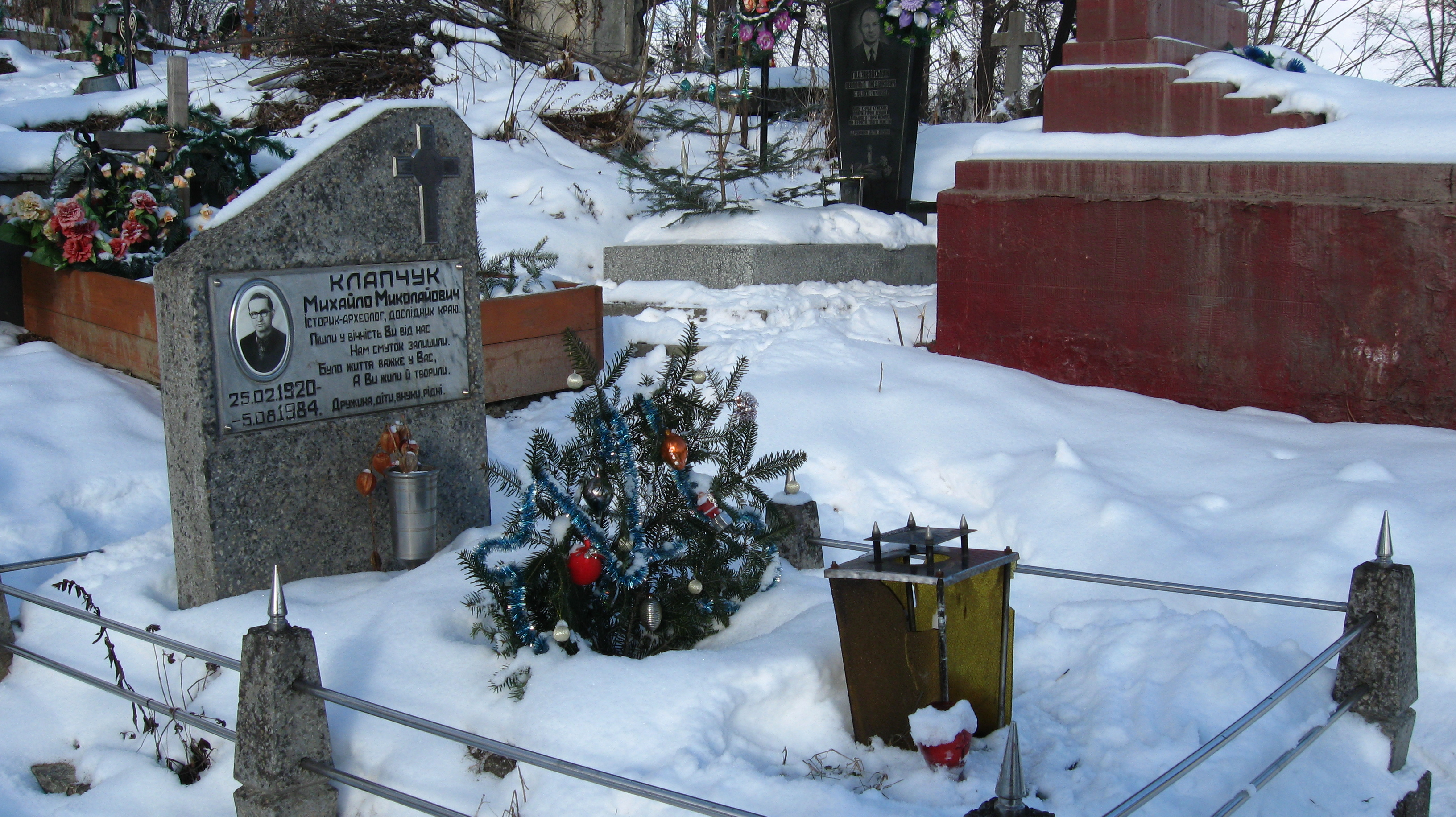
Могила Михайла Клапчука в Делятині

Його дослідження про писані столи та кептарі Делятинщини друкував у ті часи популярний журнал «Жовтень», статті з археології друкувалися в такому солідному журнал як «Советская археология».
У 1984 році пішов у вічність, залишивши після себе велику наукову спадщину. Похований в смт. Делятин, на місцевому цвинтарі.

## Вшанування пам'яті

Пам'ятна дошка на одному з будинків у Делятині